# Lamu Island
Lamu Island är en ö i Kenya.   Den ligger i länet Lamu, i den sydöstra delen av landet, 500 km öster om huvudstaden Nairobi. Arean är 57 kvadratkilometer.
Terrängen på Lamu Island är mycket platt. Öns högsta punkt är 69 meter över havet. Den sträcker sig 10,2 kilometer i nord-sydlig riktning, och 11,5 kilometer i öst-västlig riktning.
Följande samhällen finns på Lamu Island:
- Lamu